# Miguel Rimba
Miguel Ángel Rimba Alvis (ur. 1 listopada 1967 w Riberalcie) – piłkarz boliwijski grający na pozycji obrońcy.

## Kariera klubowa
Karierę piłkarską Rimba rozpoczął w klubie Club Bolívar. W 1988 roku zadebiutował w jego barwach w pierwszej lidze boliwijskiej. Już w pierwszym sezonie gry w tym klubie osiągnął swój pierwszy sukces, gdy wywalczył mistrzostwo Boliwii. W 1990 roku został wicemistrzem kraju, a w 1991 roku ponownie mistrzem. Tytuł mistrzowski z Bolívarem wywalczył także w latach 1992, 1994, 1996 i 1997. Ogółem od 1988 do 1998 roku rozegrał w tym klubie 302 mecze i strzelił 4 gole.
W 1999 roku Rimba przeszedł do Oriente Petrolero. Po pół roku odszedł do argentyńskiego Atlético Tucumán. Tam rozegrał 13 spotkań w argentyńskiej drugiej lidze i wrócił do Oriente Petrolero, z którym w 2000 roku został wicemistrzem Boliwii. W 2001 roku występował w Realu Santa Cruz, a w 2002 roku ponownie grał w Oriente Petrolero. Ostatnim etapem w karierze Rimby były występy w 2003 roku w zespole Club Aurora. W jego barwach zakończył karierę w wieku 36 lat.

## Kariera reprezentacyjna
W reprezentacji Boliwii Rimba zadebiutował 25 maja 1989 roku w wygranym 3:2 towarzyskim spotkaniu z Paragwajem. W tym samym roku został powołany na swój pierwszy w karierze turniej Copa América. W 1991 roku grał w Copa América 1991, a w 1993 w Copa América 1993. W 1994 roku został powołany przez selekcjonera Xabiera Azkargortę do kadry na Mistrzostwa Świata w USA. Tam był podstawowym zawodnikiem i rozegrał 3 spotkania: z Niemcami (0:1), z Koreą Południową (0:0) i z Hiszpanią (1:3). W swojej karierze Rimba zaliczył także występy na Copa América 1995, Copa América 1997 (wicemistrzostwo kontynentu) i Copa América 1999. Ogółem w kadrze narodowej od 1989 do 2000 roku rozegrał 80 meczów.